# Halymeniales
Halymeniales, red crvenih alga u razredu Florideophyceae, dio je podrazreda Rhodymeniophycidae. Postoji 362 vrste u četiri porodice.

## Opis

### Istraživanja 2021
Ovaj red morskih crvenih algi trenutno (2021.) uključuje dvije porodice, Halymeniaceae i Tsengiaceae, i sastoji se od 38 rodova i oko 358 vrsta. Filogenetske analize specifičnih taksona iz reda su uobičajene, ali nisu sveobuhvatne, ostavljajući mnoge unutarredne odnose unutar Halymeniales neriješenim. Kako bi se ponovno procijenila filogenija Halymeniales, provedene su opsežne filogenetske analize na temelju 207 rbcL sekvenci i multigenske analize (rbcL, psaA, psbA, cox1 i LSU) koristeći 47 taksona iz reda. Kombinirani skup podataka u potpunosti podržava monofiliju klade Grateloupia sensu lato. Filogenetska procjena reproduktivnih struktura u redu korištenjem tipa ampula pomoćnih stanica, podrijetla perikarpa i obilježja tetrasporangijalnog razvoja, podupire klasu Grateloupia sensu lato koja se razlikuje od Halymeniaceae čiji je primjer generitip Halymenia. Kao rezultat toga, predlaženo je ponovno uspostavljanje porodice Grateloupiaceae Schmitz na temelju klade Grateloupia sensu lato i uključujući Grateloupia i osam drugih rodova: Dermocorynus, Mariaramirezia, Neorubra, Pachymeniopsis, Kintokiocolax, Phyllymenia, Prionitis i Yonagunia. Izmijenjene Grateloupiaceae razlikuju se od Halymeniaceae po sljedeća tri obilježja; (i) jednostavni nerazgranati i jednostrani tip pomoćnih staničnih ampula, (ii) perikarp formiran gusto spajanjem sekundarnih medularnih filamenata iz subkortikalnih stanica i bočnih ampularnih filamenata iz fuzijskog staničnog kompleksa, (iii) tetrasporangije koje potječu lateralno iz vanjskog korteksa. Halymeniales se sastoji od monofiletskih Grateloupiaceae, Halymeniaceae sensu lato (koje zahtijeva daljnje proučavanje) i Tsengiaceae.

## Porodice i broj vrsta
1. Archaeolithophyllaceae Tchuvashov, 7
2. Grateloupiaceae Schmitz 115
3. Halymeniaceae Bory, 228
4. Tsengiaceae G.W.Saunders & Kraft, 12